# Palamós
Palamós är en stad och kommun i Gironaprovinsen Katalonien i Spanien. Det är en hamn- och fiskestad, samt turistort med sol och bad.

## Historia
I mars månad 1887 invigdes järnvägssträckan Flaçà-Palamós

### Fotnoter
1. ↑  Palamós hos Geonames.org (cc-by); post uppdaterad 2013-11-10; databasdump nerladdad 2016-04-24
2. ↑  ”Ferrocarril de Palamós a Girona y Banyoles” (på spanska). ferropedia.es. Arkiverad från originalet den 13 februari 2013. https://archive.is/20130213075057/http://ferropedia.es/wiki/Ferrocarril_de_Palam%C3%B3s_a_Girona_y_Banyoles. Läst 31 januari 2014.